# Lola Mora
Pour les articles homonymes, voir Mora et De la Vega.
Lola Mora ou Dolores Mora de La Vega (née à Trancas, province de Tucumán le 17 novembre 1866 et morte à Buenos Aires le 7 juin 1936) est une artiste argentine, spécialisée dans la sculpture.

## Biographie

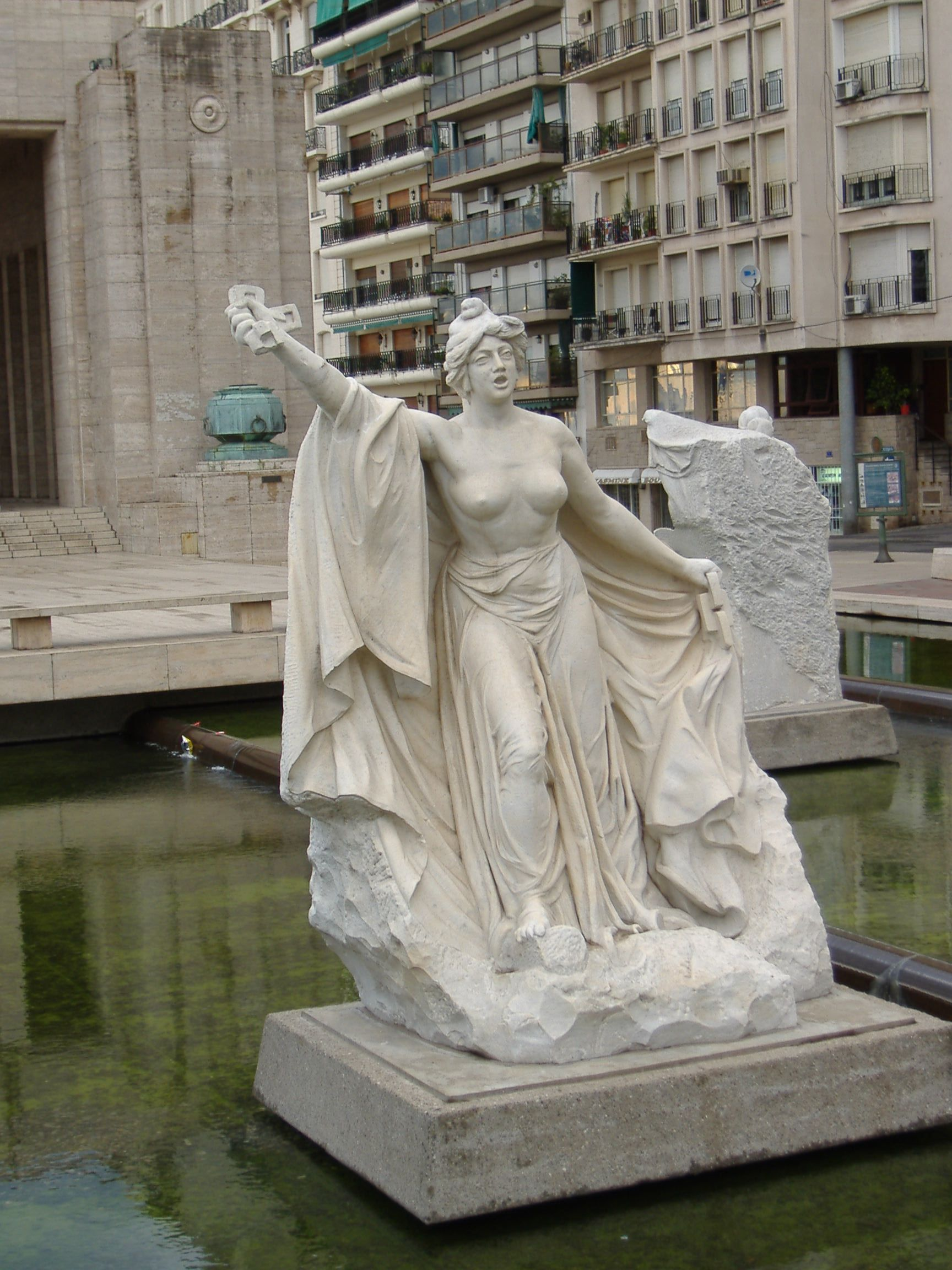
Statue de Lola Mora au Pasaje Juramento dans la ville de Rosario.

Son père Romualdo Alejandro Mora était un riche propriétaire de la province de Tucumán, de vieux lignage argentin et sa mère Regina de la Vega, une aristocrate bolivienne. Lola Mora était la nièce du président 
Nicolás Avellaneda ainsi que la protégée du président Julio Argentino Roca.
Elle vécut à une époque de prospérité économique assez généralisée en Argentine.

C'est ainsi que, dès l'âge de vingt ans, elle put étudier les beaux-arts d'abord dans sa province et ensuite à Rome en Italie, où elle eut comme maître principal l'exceptionnel Giulio Monteverde. Son séjour italien prolongé la rendit grande admiratrice du modernisme sculptural et surtout imbue des exemples de la Renaissance et du Baroque, spécialement des œuvres de Michel Ange et du Bernin.

## Œuvres importantes
- La Fontaine des Néréides ou Fuente de las Nereidas à Buenos Aires, zone de la Costanera Sur.
- Le groupe de sculptures qui sera le second Monument national au drapeau argentin, et qui en 2005 fait partie du troisième et définitif Monument au drapeau, érigé dans la ville de Rosario
- Dans la province argentine de Jujuy : statues de "La Justicia", "El Progreso", "La Paz" et "La Libertad" (placés autour de l'édifice du Gouvernement de la province), et "El Trabajo" (face à la gare de la ville) ainsi que la sculpture appelée "Los Leones" (à Ciudad de Nieva).